# Kennan Adeang
Kennan Ranibok Adeang je nauruski političar, bivši ministar i bivši predsjednik Naurua. Predsjednik republike bio je tri puta: od 17. rujna 1986. do 1. listopada 1986., od 12. prosinca 1986. do 22. prosinca 1986., te od 26. studenog 1996. do 19. prosinca 1996. godine.
Kennan Adeang završio je studij na Australian School of Pacific Administration u Sydneyu 1963. godine.
U prošlosti je gledan kao protivnik političara Hammera DeRoburta. Za vrijeme dok je bio u opoziciji osnovao je Demokratsku stranku Naurua.
Otac je političara Davida Adeanga.